# Красная Поляна

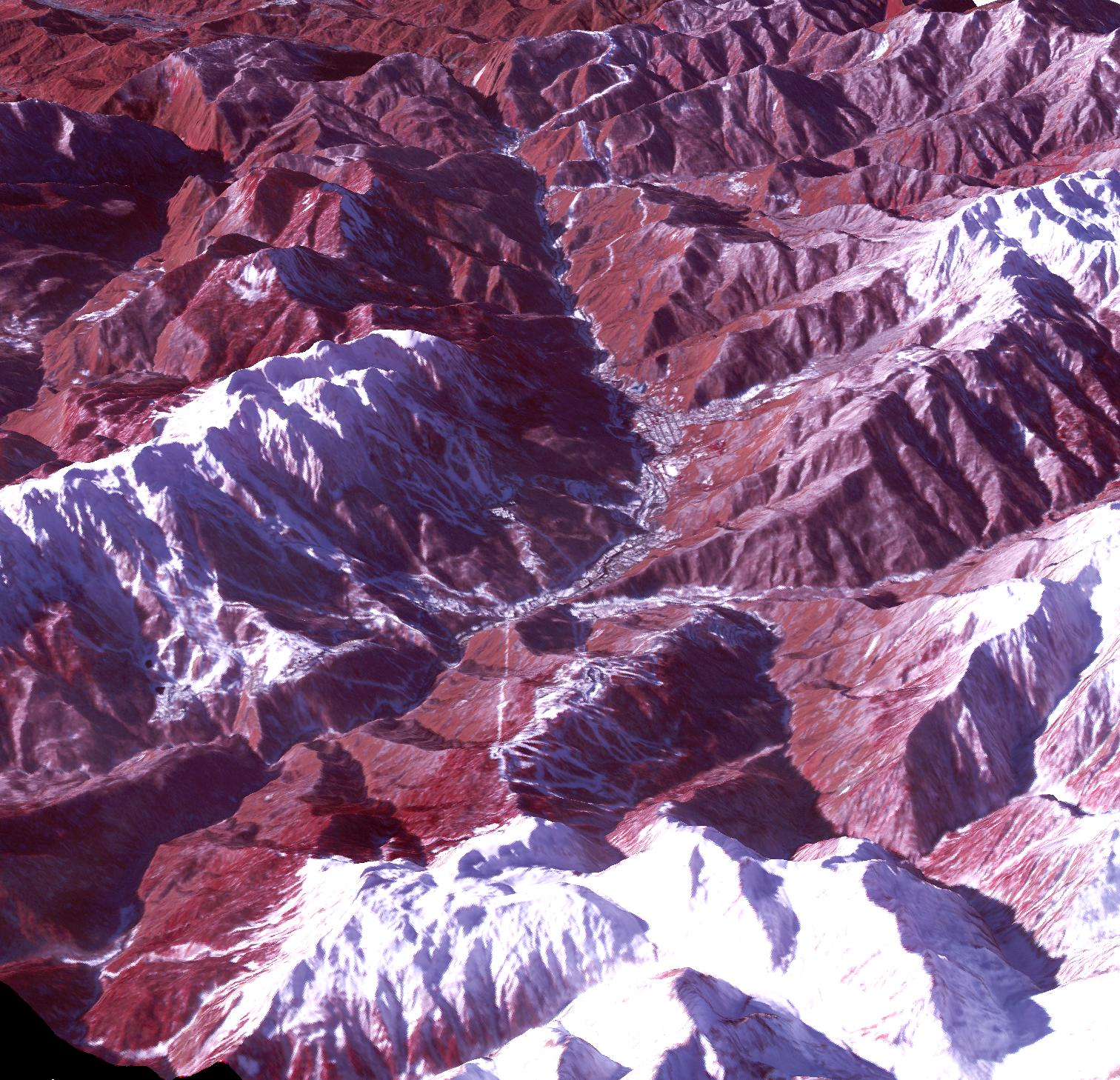
Вид на Красную Поляну из космоса

Кра́сная Поля́на — посёлок городского типа в подчинении Адлерского района муниципального образования город-курорт Сочи в Краснодарском крае Российской Федерации. Административный центр Краснополянского поселкового округа.

## География
Красная Поляна расположена в среднем течении реки Мзымта, в 38 км от побережья Чёрного моря, на высоте около 550 метров над уровнем моря. Находится в 65 км к юго-востоку от Центрального Сочи (по дороге). Вместе с расположенным рядом посёлком Эстосадок, образует мини-агломерацию с постоянным населением около 10 тысяч человек. При этом курорты «Альпика-Сервис», «Роза-хутор», «Красная поляна» (бывший «Горки-город»), а также большинство отелей, казино, горнолыжные трассы и обе железнодорожные станции находятся на территории посёлка Эстосадок.
Посёлок со всех сторон окружён высокими горами: с северо-запада горой Ачишхо и её отрогами, с юго-востока — хребтом Аибга (его высшей точкой является гора Каменный Столб (2509,7 м) — самая высокая смотровая площадка на Красную Поляну). В 15 км к северу от Красной Поляны проходит водораздел Главного Кавказского хребта. Посёлок занимает обширную террасу, представляющую собой слегка наклонённую площадь в виде треугольника, вершиной упирающегося в отроги горы Ачишхо, а основанием опирающегося на правый (орографически) берег реки Мзымта. В ледниковый период на месте посёлка находилась нижняя оконечность мощного ледника, следы которого встречаются повсюду в виде громадных валунов и борозд на скалах гор, окружающих долину. В районе посёлка в Мзымту впадают реки — Мельничный, Бешенка, Монашка и Первый Галион.
Посёлок связан с Адлером и аэропортом города Сочи современной совмещённой автомобильной и железной дорогой. Имеется вертодром. Есть внутренний автобусный маршрут 163 «Роза Хутор-Вертодром». С Центральным районом Большого Сочи посёлок связан автобусами 105 и 105с, 105э и электропоездом, с Адлерским районом связывают автобусные маршруты 105, 105с, 105э, 135,135э и электропоезд.

## История
Согласно практически всем картам, источникам, с давних времён здесь существовал аул одного из горских абхазского племени — ахчипсоу (медовеев). До завершения Кавказской войны селение на месте современного села у местных абхазо-адыгских народов было известно под названием Кбааде. 
Наиболее ранние сведения об этой области встречаются в произведении «Сияхат наме» турецкого путешественника середины XVII века Эвлия Челеби. Автор сообщает, что численность ахчипсов в его время насчитывала до 10 000 человек.
Первым русским, побывавшем в этом глухом уголке Кавказа в 1835 году, был офицер царской армии, разведчик, барон Ф. Ф. Торнау. Спустился в верховья реки Мзымта с севера из района поселка Псебай по ущелью реки Малой Лабы . Он впервые описал общество Ахчипсу, жившее «у верховья реки Мдзимты».
21 мая (2 июня) 1864 года в этом месте соединились четыре отряда русских войск: Малолабинский отряд генерал-майора П. Х. Граббе, Псхувский отряд генерал-майора П. Н. Шатилова, Даховский отряд генерал-майора В. А. Геймана и Ачипсухвский отряд генерал-лейтенанта Д. И. Святополк-Мирского. В присутствии главнокомандующего армией великого князя Михаила Николаевича прошёл парад и был отслужен молебен по случаю окончания Кавказской войны. В честь этого события великий князь Михаил Николаевич по просьбе командиров всех собравшихся военных отрядов решил назвать это место — Романовск, в честь царской семьи. Позднее 21 мая (день завершения Кавказской войны) стал отмечаться адыго-абхазскими народами как «день памяти и скорби по жертвам в Кавказской войне».
В 1869 году в долине было основано селение Романовское, которое просуществовало несколько лет. В 1878 году на опустевшее место, переселяются из Ставрополья греки — выходцы из исторического Понта. Первыми на землю приходят Ксандинов Мурат и Фанайлов Федор. Далее еще 36 семей греков перешли через перевал Псеашхо искать новые земли для освоения и увидели эту долину. Греки основали новое поселение с названием «Красная Поляна», построили церковь святого Хараламия и открыли школу в доме Георгия Муратовича, сына первопроходца.
В 1898 году Красную Поляну посетила специальная государственная комиссия, которая искала на Черноморском побережье места, которые могли быть использованы для климатического и бальнеологического лечения пациентов. В состав комиссии вошли терапевт Ф. И. Пастернацкий, метеоролог А. И. Воейков, горный инженер М. В. Сергеев, возглавлял её член Государственного совета Н. С. Абаза. Территория, находящаяся в долине реки Мзымты, представляла особый интерес для комиссии из-за отличного «лечебного» климата и выходов минеральных вод. В 1898 году комиссии удалось изучить шесть минеральных источников в окрестностях Красной Поляны. Большое внимание Н. С. Абазой было уделено ближайшему к Красной Поляне источнику Ачипсе, — он отдал распоряжение провести химический анализ вод этого источника в лаборатории Кавказских минеральных вод, который был отнесен к типу «углекисло-соляно- железисто-щелочному», близкому водам источника № 4 в Ессентуках. После завершения исследований источник был переименован в «Николаевский» в честь правящего царя. На основании результатов химических анализов комиссией был сделан вывод, что в окрестностях Красной Поляны имеются многие типы минеральных вод от солено-щелочных до железистых.
Члены комиссии возлагали большие надежды на Красную Поляну как летнюю климатическую станцию, которая была способна принимать легочных больных из Сочи и Гагр, где летом «хоть и не очень жарко, но жар влажный, тяжелый». Превосходный климат в летнее время дал А. И. Воейкову основание называть Красную Поляну «Русской Ривьерой». Однако отсутствие регулярных метеорологических наблюдений не позволяло ученому судить о пригодности этого населенного пункта для лечения легочных больных зимой. Ученый полагал, что зимой Красная Поляна может быть обычным курортом. Красная Поляна превосходила Ессентуки по количеству выпадаемого снега, поэтому отдыхающие могли заниматься «лыжными бегами, катанием на салазках, подъемом в горы», причем при этом они были защищены в долине р. Мзымты от вредного для них порывистого ветра..
19 июня 1899 года село получило статус города и имя Романовск, данное Н. С. Абазой, возглавлявшим посетившую село госкомиссию. Через год была построено и открыто «Краснополянское шоссе» — дорога из Адлера на Красную поляну. Однако официальное название Романовск так и не прижилось. Название Красная Поляна сохранилось ещё со времён Российской империи. Произошло это ещё и потому, что в черте не возникшего города Романовска существовал посёлок Красная  Поляна, зарегистрированный во всех официальных инстанциях. С конца 1920-х годов населённый пункт официально носит название Красная Поляна.
В 1950 году населённый пункт получил статус посёлка городского типа.
3 декабря 2010 года на очередном раунде российско-итальянских межгосударственных переговоров в посёлке встречались премьер-министр Италии С. Берлускони и президент России Д. А. Медведев, переговоры проходили в отеле Династия в номере 4.
Новое развитие получила Красная Поляна как место проведения соревнований XXII Зимних Олимпийских игр 2014 года.

## Население
| 1926  | 1959  | 1970  | 1979  | 1989  | 2002  | 2009  |
| ----- | ----- | ----- | ----- | ----- | ----- | ----- |
| 1207  | ↗4443 | ↘3845 | ↘3643 | ↘3300 | ↗3969 | ↗3972 |
| 2010  | 2012  | 2013  | 2014  | 2015  | 2016  | 2017  |
| ↗4598 | ↗4641 | ↗4666 | ↗5022 | ↘4772 | ↘4712 | ↘4709 |
| 2018  | 2019  | 2020  | 2021  | 2023  |       |       |
| ↗4789 | ↗4918 | ↗4931 | ↗9205 | ↘9165 |       |       |

## Экономика

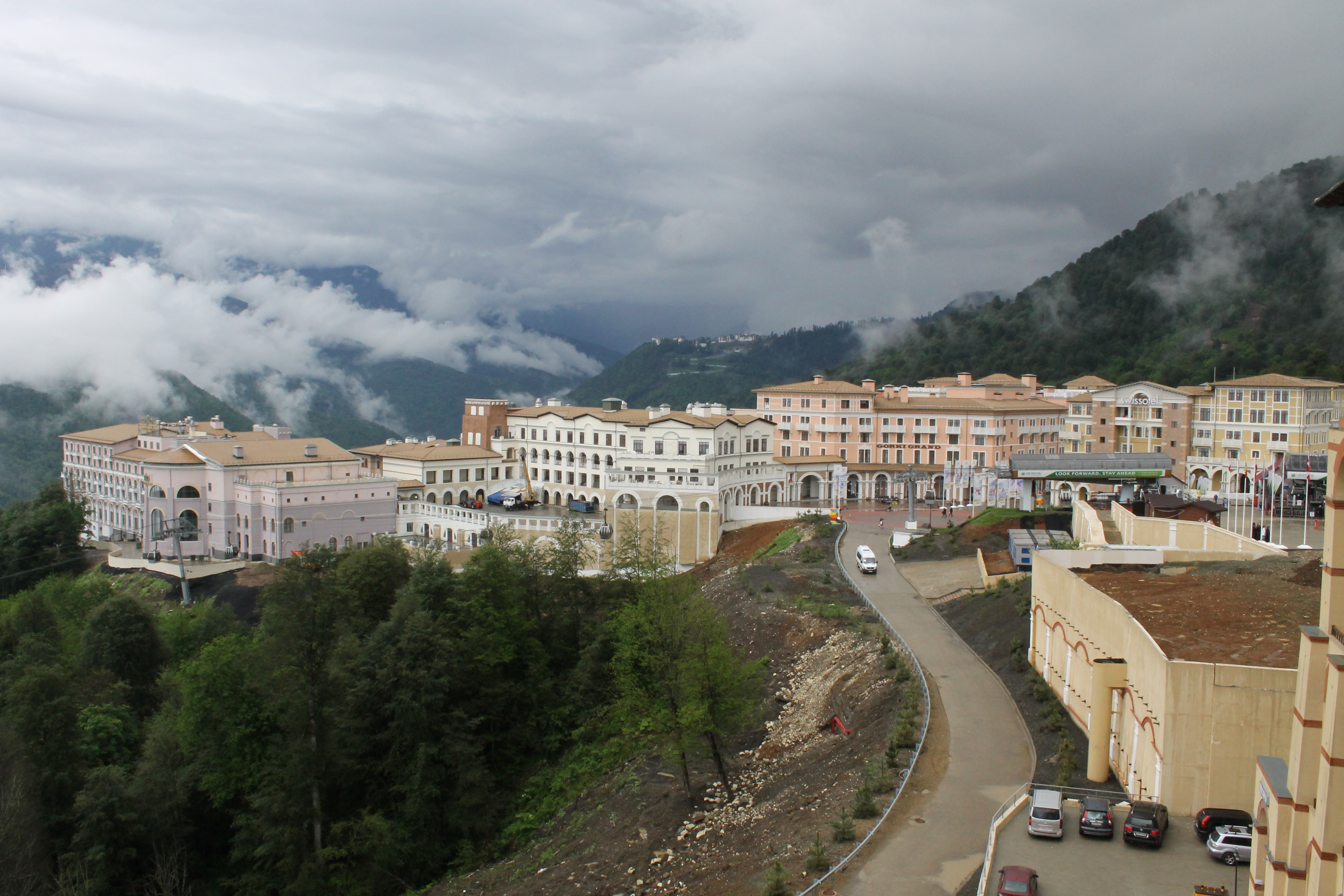
Горки Город и Горная карусель

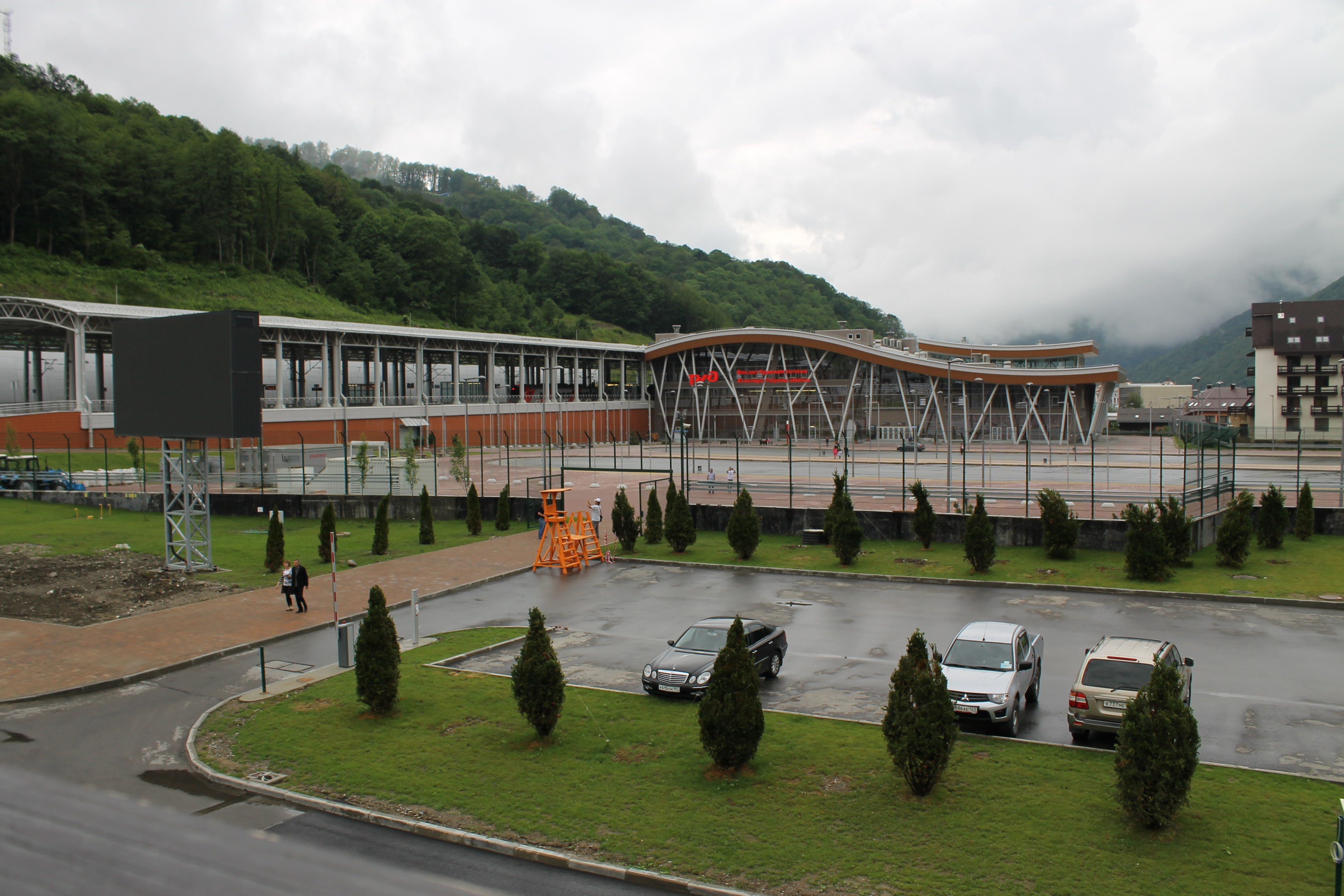
Железнодорожная станция Роза-хутор

Экономическая активность в посёлке основывается на обслуживании туристов и посетителей в зимнее и летнее время. Красная Поляна — популярный центр горнолыжного спорта и сноуборда, имеющий репутацию самого «респектабельного» в России. Благодаря влажному воздуху, горнолыжные склоны в окрестностях посёлка известны хорошим снежным покровом. Рельеф местности даёт хорошие возможности для внетрассового катания. Горнолыжный сезон длится в период с ноября по май.
Первым объектом горнолыжного спорта в районе стал горнолыжный комплекс «Альпика-Сервис», находящийся в 5 км от центра Красной Поляны и 1 км от села Эсто-Садок.
В начале 2007 года вблизи Красной Поляны была открыта первая очередь горнолыжного комплекса ОАО «Газпром» «Лаура». В состав первой очереди входят 6 канатных дорог и 18 трасс.
В 2008 году введён в эксплуатацию горнолыжный комплекс «Горная карусель», имеющий три очереди современной канатной дороги гондольного типа и шестикресельную канатную дорогу. C 29 января 2011 года в режиме тестовой эксплуатации начал работать современный горнолыжный комплекс «Роза Хутор», на трассах которого были проведены соревнования Зимних Олимпийских игр 2014 года по горнолыжному спорту, сноуборду и фристайлу.
Мощное развитие как горнолыжный курорт, Красная Поляна получила в связи с реализацией федеральной целевой программы «Развитие Сочи как горноклиматического курорта в 2006—2014 гг.», а также с проведением в Сочи зимних Олимпийских игр 2014 года. Помимо большого количества построенных спортивных объектов, гостиничных комплексов, развлекательных и торговых центров Красная Поляна была соединена с международным аэропортом и городом Сочи совмещённой автомобильно-железной дорогой.
В летний период в районе посёлка активно развивается горный туризм.
Функционирует целый ряд гостиниц (среди них «Рэдиссон САС Лазурная Пик Отель», Гранд-отель Поляна, расположенный в горно-туристическом центре ОАО «Газпром», ряд других отелей). Ведётся массовое строительство гостиниц и апартаментов.
Развито сельскохозяйственное производство, Красная Поляна известна своим мёдом. Окружают посёлок каштановые леса, а на склонах растет множество лекарственных трав.
Вблизи Красной Поляны — Краснополянская гидроэлектростанция.
В январе 2012 года на горнолыжных курортах Красной Поляны было установлено 50 точек беспроводного подключения к сети Интернет по технологии Wi-Fi.

## Климат
| Показатель              | Янв.  | Фев.  | Март  | Апр.  | Май  | Июнь | Июль | Авг. | Сен. | Окт. | Нояб. | Дек.  | Год   |
| ----------------------- | ----- | ----- | ----- | ----- | ---- | ---- | ---- | ---- | ---- | ---- | ----- | ----- | ----- |
| Абсолютный максимум, °C | 18,1  | 22,4  | 27,8  | 35,6  | 33,1 | 35,7 | 40,0 | 38,2 | 34,7 | 30,8 | 27,7  | 21,4  | 40,0  |
| Средняя температура, °C | 0,8   | 1,4   | 4,5   | 9,9   | 14,0 | 17,5 | 20,3 | 20,2 | 16,2 | 11,5 | 6,2   | 2,4   | 10,4  |
| Абсолютный минимум, °C  | −22,5 | −19,5 | −16,7 | −10,6 | −0,4 | 2,6  | 7,7  | 4,1  | −1   | −6,1 | −13,2 | −22,1 | −22,5 |
| Норма осадков, мм       | 213   | 173   | 168   | 146   | 152  | 127  | 116  | 103  | 147  | 192  | 256   | 237   | 2023  |
| Источник:               |       |       |       |       |      |      |      |      |      |      |       |       |       |

| Показатель                           | Янв. | Фев. | Март | Апр. | Май  | Июнь | Июль | Авг. | Сен. | Окт. | Нояб. | Дек. | Год  |
| ------------------------------------ | ---- | ---- | ---- | ---- | ---- | ---- | ---- | ---- | ---- | ---- | ----- | ---- | ---- |
| Средняя температура, °C              | 0,3  | 1,7  | 4,6  | 10,0 | 14,0 | 17,0 | 19,6 | 19,2 | 15,5 | 10,6 | 6,4   | 2,2  | 10,1 |
| Норма осадков, мм                    | 212  | 149  | 157  | 141  | 131  | 134  | 110  | 123  | 153  | 162  | 234   | 251  | 1957 |
| Источник: справочник "Климат России" |      |      |      |      |      |      |      |      |      |      |       |      |      |

## Достопримечательности

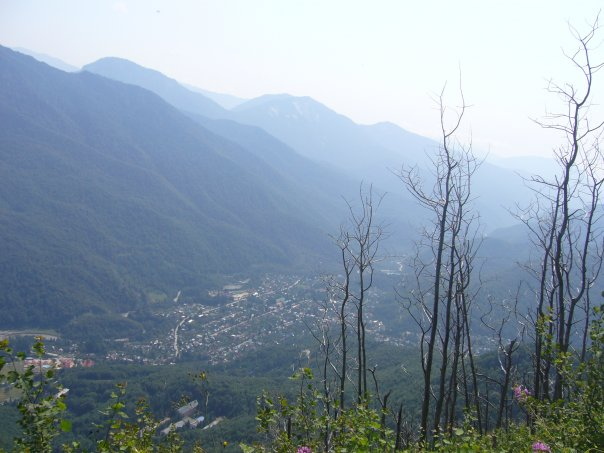
Вид на посёлок от «Охотничьего домика»

- Xрам Священномученика Харалампия Екатеринодарской епархии Русской православной церкви.
- Часовня Мученицы Зинаиды Тарсийской на кладбище.
- «Охотничий домик», построенный в 1901 году для царя на склонах горы Ачишхо.
- Краеведческий музей.
- Музей природы при Краснополянском лесничестве.
- Бронзовый солдат (установлен 2 мая 2010 года).
- Краснополянские дольмены.

## Горнолыжные курорты
Одна из самых распространенных причин для посещения Красной поляны — это горнолыжный отдых, катания на горных лыжах и сноубордах.
На осень 2019 года в посёлке функционировало 3 горно-туристических комплекса — Курорт Красная Поляна, ГТК «Роза Хутор» и ГТЦ ОАО «ГАЗПРОМ».
Курорт Красная Поляна
Многоуровневый комплекс на северном склоне горы Аибга. Первый, самый нижний из трёх уровней подъемников, начинается в Эсто-Садке на отметке в 540 м над уровнем моря. Ещё три станции расположены на высотах 960, 1460 и 2200 м. Благодаря особому расположению гор, на курорте самый длинный сезон катания — с декабря по май. Зимой в наличии 30 километров горнолыжных трасс разного уровня сложности, освещаемые трассы для вечернего катания и трассы с искусственным оснежением.
В зимний период функционируют 13 канатных дорог гондольного, кресельного и бугельного типов. Общая пропускная способность до 2400 чел./час.
ГТЦ «Газпром»
Зимой специализируется на горнолыжном спорте и сноуборде, а летом предлагает услуги центра туризма и отдыха, оздоровительного комплекса, спортивно-тренировочной базы. Также центр располагает всесезонным аквапарком, центром развлечений, кинотеатрами и ледовой ареной.
На курорте ГТЦ «Газпром» два склона для катания. Уютная «Лаура» — трассы пролегают среди пихтового леса на плато Псехако. И легендарная «Альпика» — трассы с перепадом высот до 1 154 метров на Аибгинском хребте (первый горнолыжной курорт в Красной Поляне).
Всего на курорте 35 трасс всех уровней сложности: и зеленые, и синие, и красные, и черные. Для дневного и вечернего катания. Трассы широкие — до 66 метров.
Есть возможность покататься на беговых лыжах.12 км трасс на территории Лыжно-биатлонного комплекса «Лаура». На высоте 1500 метров «вельвет» для конькового хода и колея — для классики.
«Роза Хутор»
Горнолыжный комплекс, трассы которого расположились на северном, северо-восточном и южном склонах горы Аибга.
Самая верхняя точка «Розы Хутор» находится на отметке в 2509 м над уровнем моря.
Всего на курорте 29 подъемников гондольного, кресельного, бугельного и конвейерного типов. Трассы «Розы Хутор» протянулись на 102 км, максимальный перепад высот превышает 1534 м. Также на территории курорта расположен олимпийский Экстрим-парк, состоящий из Сноуборд-парка и Фристайл-центра.

## Зимние Олимпийские и Паралимпийские игры 2014 года в Красной Поляне

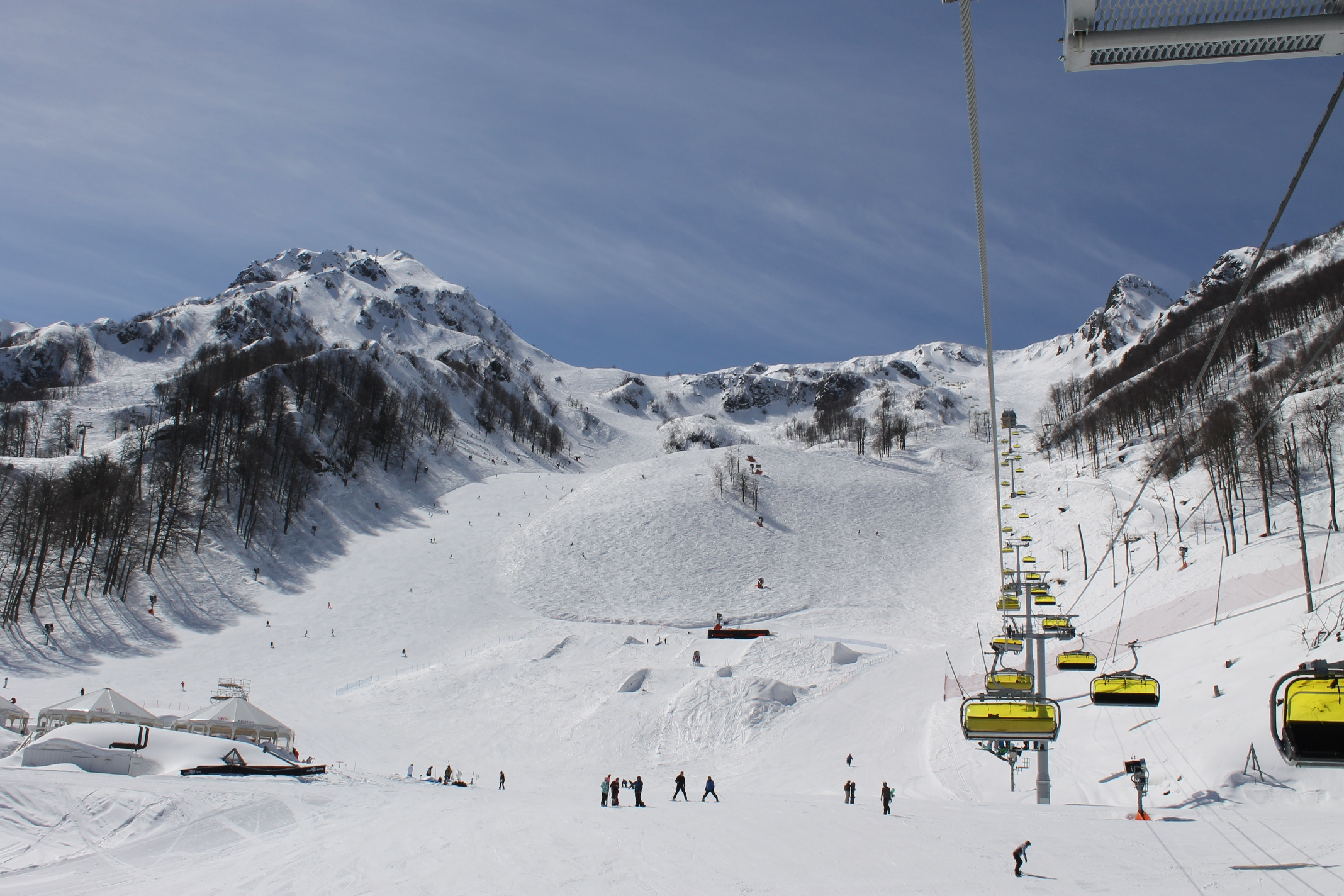
Горнолыжные трассы комплекса Роза Хутор

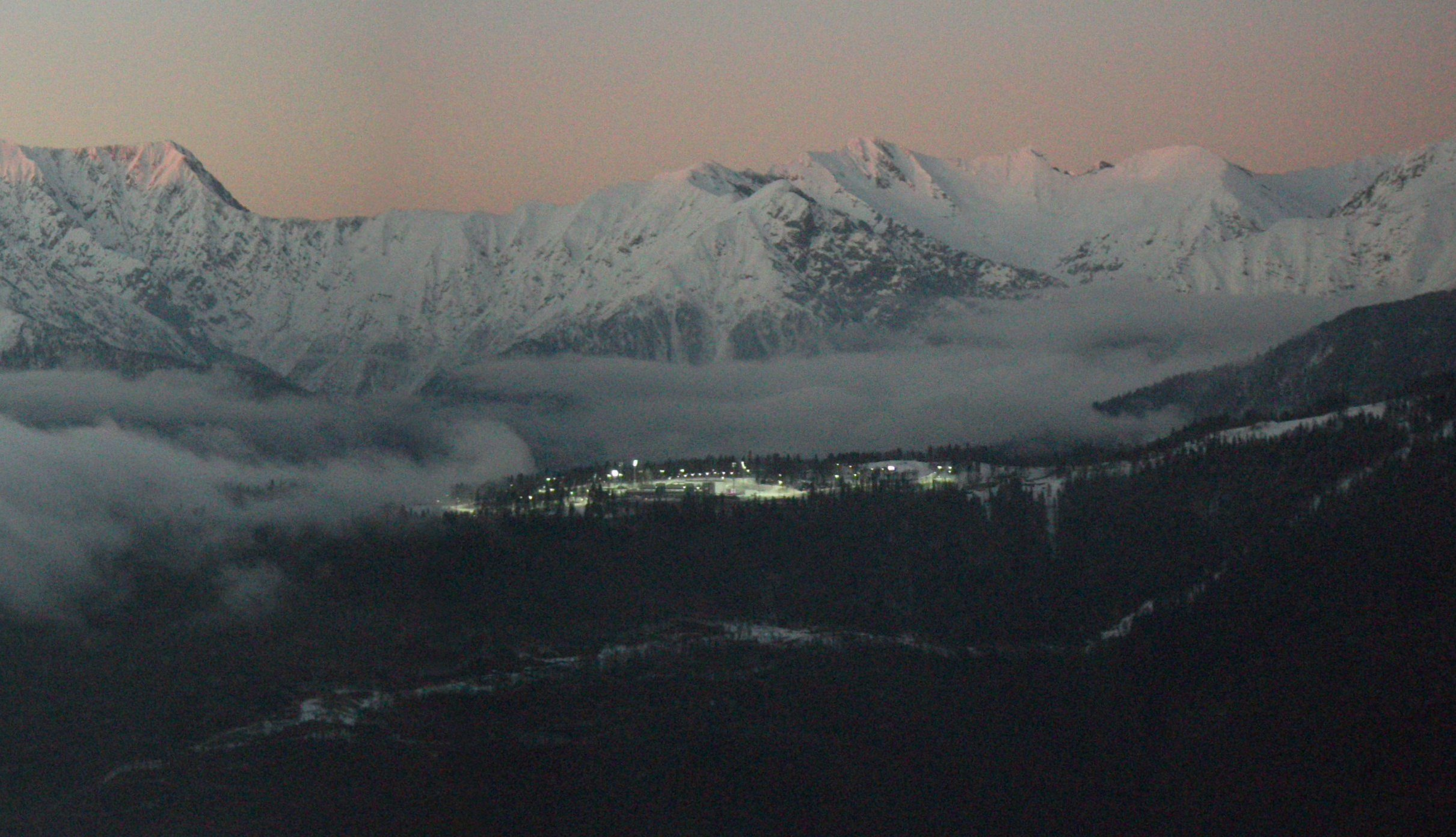
Лыжно-биатлонный комплекс Лаура на хребте Псехако

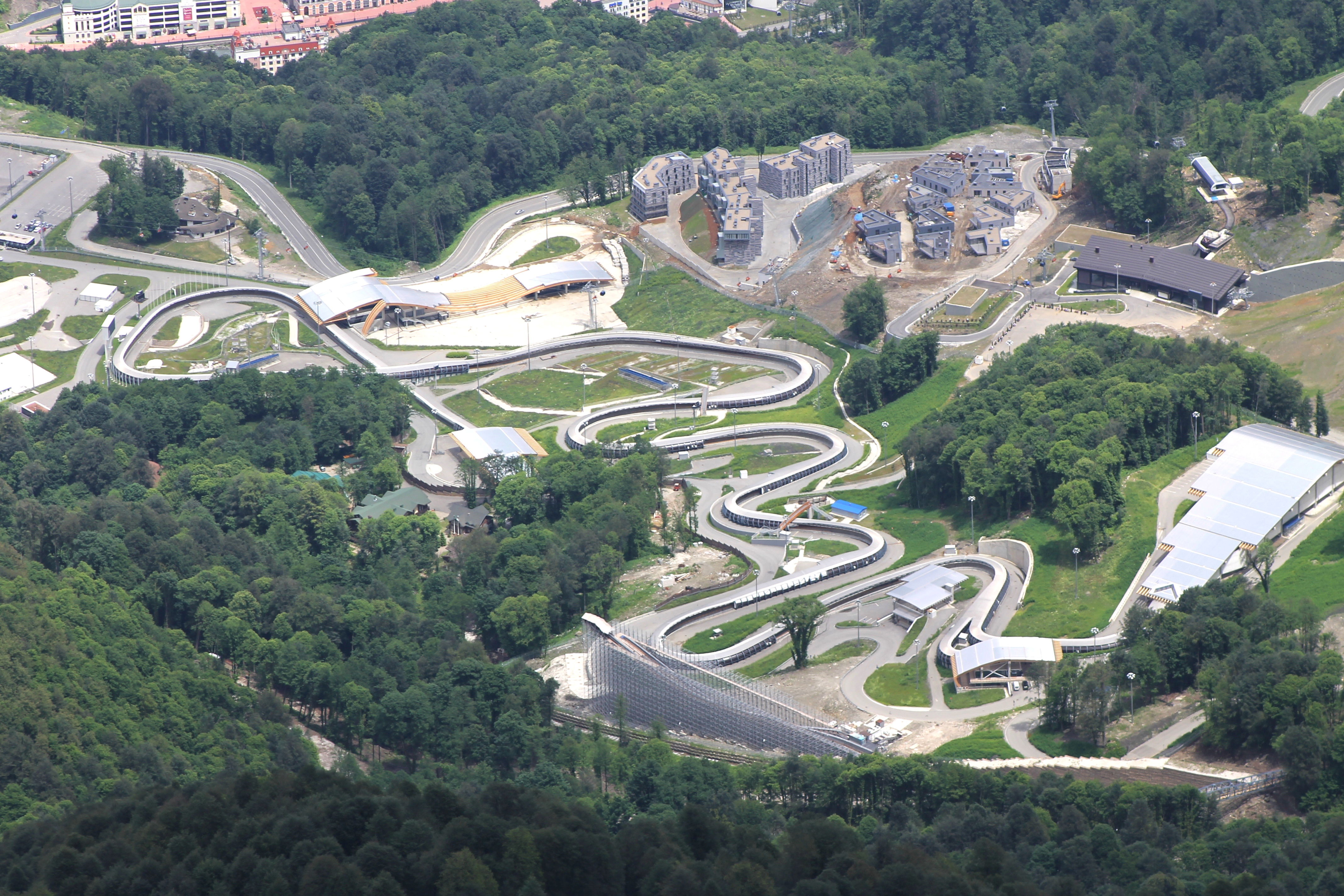
Санно-бобслейная трасса

В районе Красной поляны, на территории поселка Эсто-садок, был расположен горный кластер XXII зимних Олимпийских и XI Паралимпийских игр, где проходили соревнования по всем видам олимпийской программы на снежных и снежно-ледовых трассах, размещались спортивные делегации и вся инфраструктура, обеспечивающая проведение соревнований по таким видам спорта как горнолыжный спорт, сноуборд, лыжные гонки, биатлон, лыжное двоеборье, прыжки на лыжах с трамплина, бобслей, санный спорт, скелетон, фристайл.

### Горнолыжный спорт
Все соревнования олимпийской и паралимпийской программы по горнолыжному спорту проходили на горнолыжном комплексе Роза Хутор. Трассы были спроектированы, построены и опробованы за несколько лет до 2014 года. При проектировании и строительстве горнолыжных трасс учитывались все современные требования по организации проведения соревнований самого высокого уровня. По мнению некоторых спортсменов горнолыжные трассы комплекса Роза Хутор являются одними из лучших в мире.

### Сноуборд
Для проведения соревнований по сноуборду был построен Экстрим-парк Роза Хутор, расположенный к западу от основных горнолыжных трасс комплекса Роза Хутор. Экстрим-парк включает два стадиона: сноуборд-парк и фристайл-центр. В сноуборд-парке прошли соревнования по квалификации, по параллельному гигантскому слалому, параллельному слалому, слоупстайлу. Фристайл-центр был местом проведения соревнований по хафпайпу.

### Лыжные гонки, биатлон
Все соревнования по биатлону и лыжным гонкам на зимних Олимпийских и Паралимпийских играх 2014 в Сочи прошли на Комплексе для соревнований по лыжным гонкам и биатлону «Лаура», расположенном на хребте Псехако, на высоте 1500 метров над уровнем моря, на территории горно-туристического центра Газпром.

### Бобслей, санный спорт, скелетон
Для проведения соревнований по данным видам спорта на северном склоне хребта Аибга, на месте бывшего комплекса «Альпика Сервис», был сооружён Центр санного спорта «Санки». Здесь расположена первая санно-бобслейная трасса в России для соревнований международного уровня и единственная трасса в мире, имеющая три контруклона. Трасса максимально повторяет существующий рельеф местности, её высшая точка располагается на отметке 836 метров над уровнем моря, низшая — на отметке 704 метра.
На этой санно-бобслейной трассе прошли все виды соревнований по санному спорту, скелетону и бобслею.

### Прыжки на лыжах с трамплина, лыжное двоеборье
Для проведения соревнований по прыжкам на лыжах с трамплина был построен комплекс трамплинов, где и прошли все соревнования Зимней Олимпиады 2014 по прыжкам на лыжах с трамплина и лыжному двоеборью. Комплекс трамплинов расположился на северном склоне хребта Аибга на территории горнолыжного комплекса «Горная карусель», в непосредственной близости к посёлку и одноимённому железнодорожному хабу Эстосадок. Место было специально выбрано международными экспертами на стыке двух хребтов, чтобы трамплины гармонично вписывались в окружающий ландшафт, а прыгуны были защищены от порывов бокового ветра.
Комплекс состоит из самых современных олимпийских трамплинов К-95 и К-125. Лыжная трасса для двоеборцев проложена по склону хребта рядом с трамплинами, старт и финиш организованы на зоне выката комплекса трамплинов.

### Фристайл
Соревнования по фристайлу на зимних Олимпийских играх 2014 в Сочи прошли с 6 по 21 февраля в экстрим-парке «Роза Хутор» в сноуборд-парке (ски-кросс, слоупстайл) и фристайл-центре (могул, лыжная акробатика, хафпайп). Было разыграно 10 комплектов наград, что на 4 больше, чем на предыдущих Олимпийских играх.

## Красная Поляна в культуре

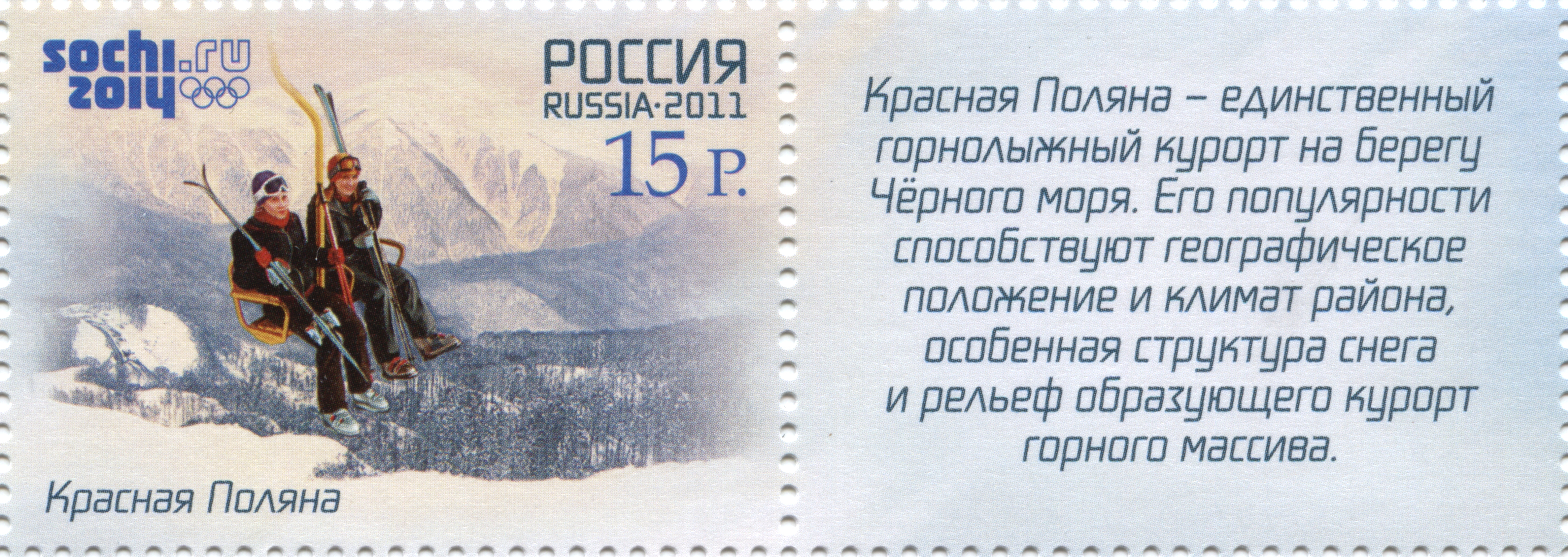
Горнолыжный курорт Красная Поляна (XXII Олимпийские зимние игры в Сочи, марка 2011 г.)

В районе посёлка, на реке Мзымте проходили съёмки эпизодов с горной речкой популярной советской кинокомедии «Кавказская пленница».
В посёлке Красная Поляна проходили съемки российской комедии «В спорте только девушки» (2014). Красивое изображение посёлка и курорта «Роза Хутор» внесло свой дополнительный вклад в увеличение популярности этой зоны олимпийского гостеприимства и города Сочи в целом.

## Побратимы
- Лез-Уш, Верхняя Савойя, Франция[источник не указан 2240 дней]